# Джеймі Ворд
Джеймі Ворд (англ. Jamie Ward, нар. 12 травня 1986, Соліхалл) — північноірландський футболіст, нападник клубу «Ноттінгем Форест».
Виступав, зокрема, за клуби «Шеффілд Юнайтед» та «Дербі Каунті», а також національну збірну Північної Ірландії.

## Клубна кар'єра
У дорослому футболі дебютував 2006 року за команду клубу «Астон Вілла». 
Згодом з 2006 по 2009 рік грав у складі команд клубів «Стокпорт Каунті», «Торкі Юнайтед» та «Честерфілд».
Своєю грою за останню команду привернув увагу представників тренерського штабу клубу «Шеффілд Юнайтед», до складу якого приєднався 2009 року. Відіграв за команду з Шеффілда наступні два сезони своєї ігрової кар'єри. Більшість часу, проведеного у складі «Шеффілд Юнайтед», був основним гравцем атакувальної ланки команди.
У 2011 році уклав контракт з клубом «Дербі Каунті», у складі якого провів наступні чотири роки своєї кар'єри гравця.  Граючи у складі «Дербі Каунті» також здебільшого виходив на поле в основному складі команди.
До складу клубу «Ноттінгем Форест» приєднався 2015 року. Відтоді встиг відіграти за команду з Ноттінгема 5 матчів в національному чемпіонаті.

## Виступи за збірні
Протягом 2006–2008 років залучався до складу молодіжної збірної Північної Ірландії. На молодіжному рівні зіграв у 7 офіційних матчах, забив 2 голи.
У 2011 році дебютував в офіційних матчах у складі національної збірної Північної Ірландії. Наразі провів у формі головної команди країни 13 матчів, забивши 2 голи.